# 크라크

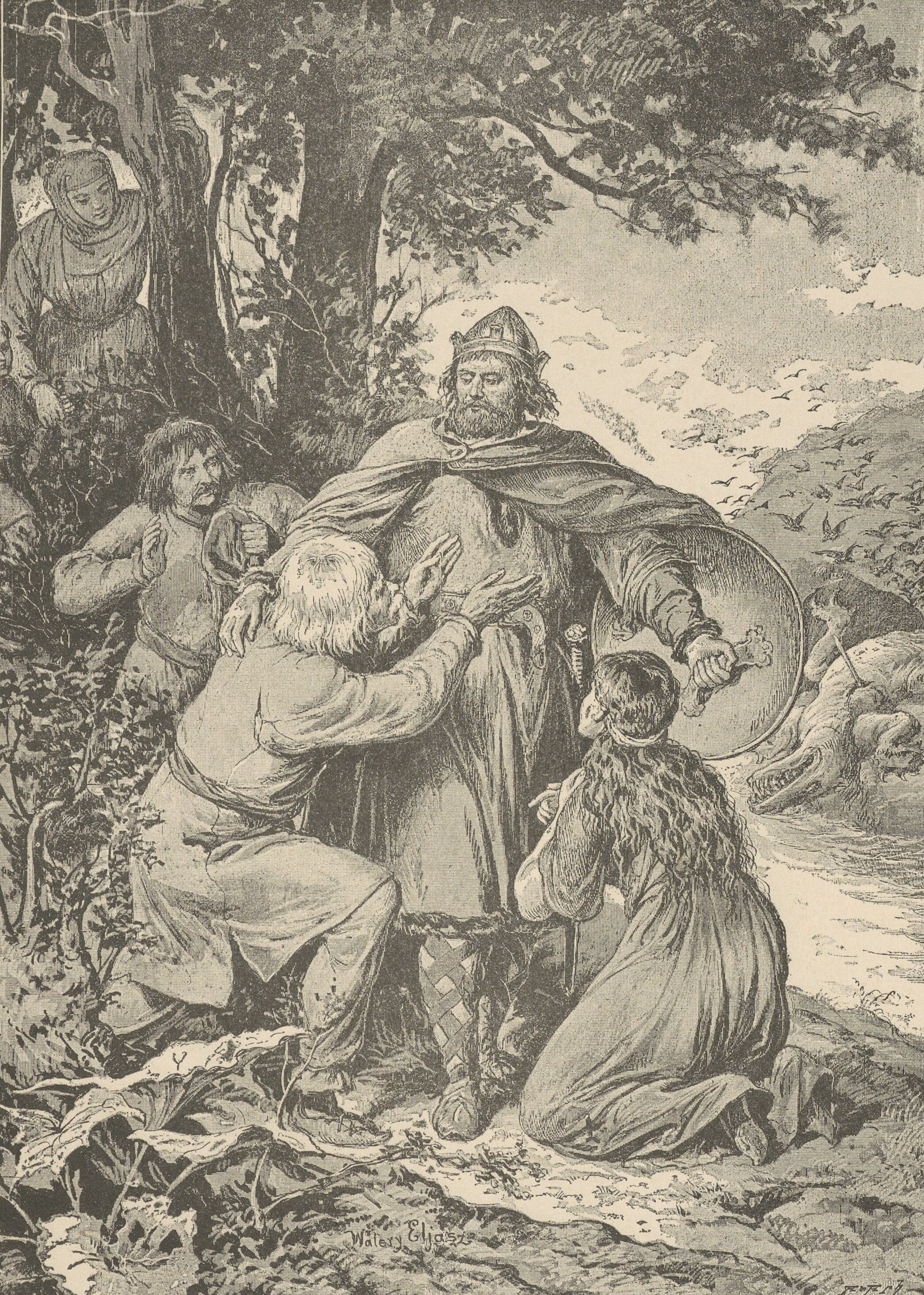
크라크

크라크(폴란드어: Krak), 크라쿠스(Krakus)는 폴란드의 전설 속 왕자다. 크라쿠프의 추정 창시자다. 크라크는 바벨성을 짓고 바벨의 용을 죽인 것으로 알려져 있다.